# Porthoustock
Porthoustock – osada w Anglii, w hrabstwie ceremonialnym Kornwalia. Leży 35 km na wschód od miasta Penzance i 384 km na południowy zachód od Londynu.